# Geschichte des Alpenraums

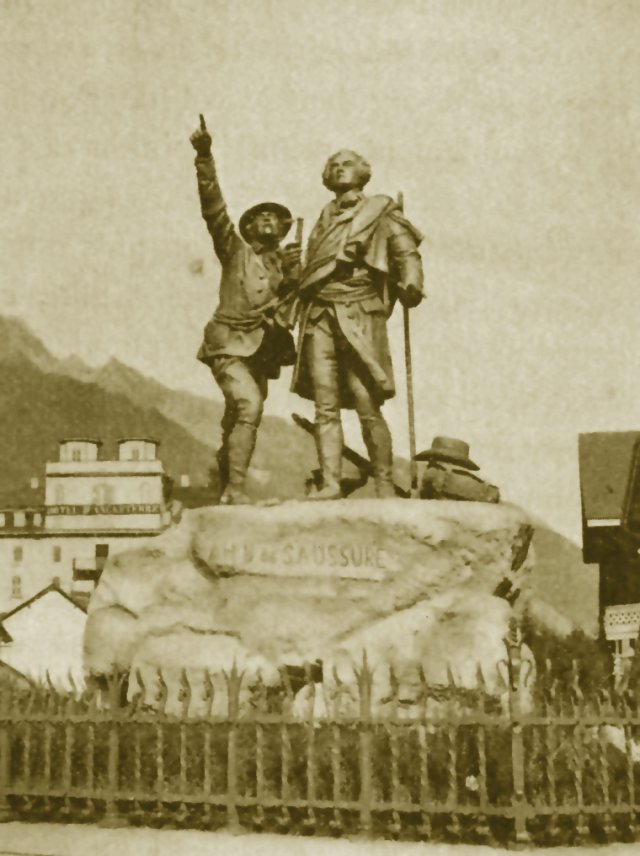
Chamonix, Statue von Horace-Bénédict de Saussure und Jacques Balmat in Chamonix, zu Ehren ihrer Besteigung des Mont Blanc

Der Alpenraum wurde früh besiedelt und war infolge seiner zentralen Lage in allen Perioden eng mit der europäischen Geschichte verbunden. Anteil an seinem Gebiet haben heute acht Staaten (Frankreich, Monaco, Italien, Schweiz, Liechtenstein, Österreich, Deutschland, Slowenien). Seit 1991 gibt es die grenzüberschreitende „Alpenkonvention“ mit einem Gebiet von 190.000 Quadratkilometern.

## Vorgeschichte und Altertum
Die kontinuierliche menschliche Besiedlung des Alpenraums begann gegen Ende der letzten Eiszeit (ca. 13'500 v. Chr.) und verdichtete sich seit der Bronzezeit (ca. 2200 v. Chr.). Frühmesolithische Lager lassen sich aus dem 9./8. Jahrtausend v. Chr. in 1600 bis 2600 m Höhe nachweisen, so etwa im Muotatal, im Simmental und auf der Alp Hermettji oberhalb von Zermatt, also in geschützten Lagen. Doch auch in der offenen Landschaft, wie etwa auf dem Pian dei Cavalli oder der Alpe Veglia hielten sich Mesolithiker auf. Am Brunnifirn, nur wenig unterhalb der Stremlücke im Kanton Uri und immerhin auf 2831 m Höhe gelegen, wurde Bergkristall abgebaut. In den Ampezzaner Dolomiten, genauer in Mondeval de Sora, wurde auf 2100 m Höhe unter einem Überhang die Bestattung eines etwa vierzigjährigen Mannes entdeckt, die aus dem frühen 6. Jahrtausend stammt. Am Ullafelsen in den Stubaier Alpen fanden sich in 1900 m Höhe im Fotschertal zahlreiche Feuerstellen eines Jagdlagers. Dort entdeckten die Ausgräber Silices aus dem 200 km südlich gelegenen Val di Non im Trentino, Radiolariten aus den nördlichen Kalkalpen Tirols und Jurahornsteine aus dem 200 km entfernten Gebiet bei Kelheim auf der Fränkischen Alb. Pässe wurden regelmäßig genutzt, wie etwa das 2756 m hohe Schnidejoch in den Berner Alpen, wo zwischen 2003 und 2012 fast 900 Objekte geborgen wurden, deren älteste aus der Zeit um 4800 bis 4500 v. Chr. stammen.
Die in den Ötztaler Alpen gefundene Gletschermumie, bekannt als Ötzi, lebte etwa um 3200 v. Chr. Damals war die Bevölkerung schon mehrheitlich von der Sammelwirtschaft und Jagd zur Landwirtschaft mit Ackerbau und Viehzucht übergegangen. Kontrovers ist die Frage, ob es in der Vorgeschichte mobile Formen der Weidewirtschaft gab (Transhumanz, Alpwirtschaft). In den Jahren zwischen 35 und 6 v. Chr. wurde der Alpenraum Schritt für Schritt in das expandierende römische Reich integriert. Ein zeitgenössisches Denkmal, das Tropaeum Alpium von La Turbie, erinnert an den Sieg in den Alpenfeldzügen über 46 Stämme. Der folgende Bau von Fahrstraßen über mehrere Pässe diente vor allem der Verbindung von römischen Siedlungen südlich und nördlich des Gebirges. Doch auch die Bergbevölkerung wurde in erheblichem Maß in die Kultur des Reichs einbezogen.

## Mittelalter
Mit der Teilung des römischen Reichs und dem Verfall des westlichen Teils im 4. und 5. Jahrhundert n. Chr. nahmen die Machtverhältnisse im Alpenraum wieder einen regionalen Charakter an. Die Bistumssitze wurden dabei oft zu wichtigen Zentren. Wie in ihrer italienisch-südfranzösischen Umgebung kam es in den Westalpen zu frühen und zahlreichen Gründungen von Bistümern (ab dem 4. Jahrhundert), während diese in den Ostalpen oft größere Gebiete umfassten und späteren Datums waren (bis 13. Jahrhundert). Auch die neuen in Bergtälern errichteten Klöster trugen zur Christianisierung der Bevölkerung bei. Der Schwerpunkt der überregionalen politischen Macht lag jetzt im Norden: zuerst beim fränkischen Reich und nach dessen Teilung beim Heiligen Reich Deutscher Nation und bei Frankreich. Die deutschen Könige, die sich vom 9. bis 15. Jahrhundert vom Papst in Rom zum Kaiser krönen ließen, mussten dazu mit ihrem Gefolge eine Alpenüberquerung unternehmen.
In seiner bekannten Studie über den Mittelmeerraum bezeichnet der Historiker Fernand Braudel die Alpen als „außergewöhnliche Berge“ – außergewöhnlich mit Bezug auf ihre Ressourcen, die kollektiv bewältigten Aufgaben, die Leistungsfähigkeit der Bewohner und die zahlreichen wichtigen Straßen. Diese starke Präsenz der Menschen im Gebirge begann sich mit dem Bevölkerungswachstum und dem Landesausbau seit dem Hochmittelalter abzuzeichnen. Zunächst dominierte weiterhin eine gemischte Landwirtschaft mit Ackerbau und Viehzucht. Seit dem Spätmittelalter kam es dann zu einer schwerpunktmäßigen Verlagerung vom Schaf zum Rindvieh. In mehreren nordalpinen Regionen verdrängte diese Rindviehhaltung zudem den Ackerbau und richtete sich auf großräumige Märkte aus („Hirtenland“). Gleichzeitig nahmen andere Formen des interregionalen und transalpinen Verkehrs zu. Der wichtigste Pass war der seit dem 15. Jahrhundert befahrbare Brenner. In den Zentral- und Westalpen waren die Pässe bis um 1800 nur für Lasttiere ausgebaut (Säumerei).
Die jüngere Stadtgeschichtsforschung hat darauf hingewiesen, dass im Alpenraum seit dem 12. und 13. Jahrhundert eine Art urbaner Sonderweg beschritten wurde, indem es im Hoch- und Spätmittelalter zur flächendeckenden Entstehung zahlreicher städtischer Zentren kam, die zwar demographisch relativ unbedeutend waren, aber als zentrale Orte und dank ihrer Position an transalpinen Routen hohe funktionale Bedeutung aufwiesen.

## Frühe Neuzeit (16.–18. Jahrhundert)

### Bevölkerung und Wirtschaft
Seit Beginn der Neuzeit lässt sich die Bevölkerung des Alpenraums quantitativ abschätzen. Wenn man das Gebiet der Alpenkonvention zugrunde legt, dürfte sie um 1500 etwa 3,1 Mio. betragen haben und bis um 1800 auf 5,8 Mio. angewachsen sein. Um 1900 betrug sie dann 8,5 Mio. und um 2000 13,9 Mio. Bis ins späte 19. Jahrhunderts blieben viele Alpentäler agrarisch geprägt. Das demographische Wachstum begünstigte die Intensivierung der Landwirtschaft etwa durch Einführung von Mais, Kartoffeln und Hartkäse. Dabei scheint die verkürzte Vegetationszeit der Höhenlagen bis um 1700 nicht stark ins Gewicht gefallen zu sein. Nachher wurde sie zu einem Hindernis für die weitere Intensivierung, besonders im Vergleich zum Umland, wo die Flächenproduktivität nun schnell zunahm. Innerhalb des Alpenraums gab es einen markanten Unterschied zwischen den kleinbäuerlichen Regionen in den West- und Zentralalpen und den großbäuerlichen Regionen in den Ostalpen. Schon vor 1500 setzte die gewerbliche, häufig saisonal betriebene Migration in die entwickelten städtischen Gebiete des Umlands ein. In den Alpen selber schritt die Urbanisierung nur langsam voran.

### Politik und Kultur
Ob die alpine Welt im Mittelalter oder darüber hinaus eine Blütezeit und später einen allgemeinen Niedergang erlebte, wird in der Literatur unterschiedlich beurteilt. Die politischen Machtzentren lagen seit Einsetzen der neuzeitlichen Staatsbildung jedenfalls zum großen Teil am Rand oder außerhalb des Alpenraums. Die andere Seite dieser Machtferne war ein relativ hohes Maß an regionaler und lokaler Autonomie. Angetrieben wurde die Staatsbildung durch die Nähe zu Brennpunkten europäischer Konflikte wie in den Italienkriegen 1494 bis 1559. Damals begannen die regionalen Verfassungen stärker auseinanderzugehen. Man kann drei Entwicklungen unterscheiden: eine zentralistische mit starker Stellung des Fürsten (Westalpen), eine lokalistisch-kommunale (Schweiz) und eine intermediäre, vom Adel bestimmte (Ostalpen).
Seit dem 16. Jahrhundert befassten sich die Gelehrten vor allem in alpennahen Städten vermehrt mit Gebirgsphänomenen. Dabei ging es bald auch um wichtige Fragen der Erdgeschichte und Bibelauslegung. Eine Natur- und Alpenbegeisterung entwickelte sich im 18. Jahrhundert. Berühmt wurde etwa das Werk von Horace-Bénédict de Saussure Voyages dans les Alpes (1779–1796). Darin berichtete der Genfer Naturforscher unter anderem von der Besteigung des gut 4800 Meter hohen Mont Blanc 1787. Die neue Aufmerksamkeit zeigte sich auch in der Literatur, so im viel gelesenen Liebesroman von Jean-Jacques Rousseau Julie, ou la nouvelle Heloïse (1761). Der kulturelle Aufbruch bewirkte eine starke Zunahme von Alpenreisen und legte die Basis für den modernen Tourismus. Als relativ naturnaher Raum im immer stärker urbanisierten Europa wurden die Alpen zu einem wichtigen Bezugspunkt. Mit der kolonialen Expansion bezeichnete man bald auch Gebirge in Asien, Australien und Amerika als „Alpen“.

## Neuste Zeit (19.–21. Jahrhundert)

### Bevölkerung und Besiedlung
Im 19. und 20. Jahrhundert kam es zu einschneidenden Wandelerscheinungen. Zum einen unterschieden sich die Wachstumsraten der Bevölkerung im Alpenraum immer mehr von den wesentlich höheren Raten im Flachland. Zum anderen richtete sich die – anhaltend wichtige – Migration immer mehr auf außereuropäische Zielgebiete. Einige Regionen erlebten damit seit dem beginnenden 20. Jahrhunderts eine regelrechte Entvölkerung. Zusammen mit dem schnellen Wachstum der städtischen Zentren in tieferen Lagen verstärkten sich die Ungleichgewichte der alpinen Bevölkerungsverteilung. Diese städtischen Zentren entwickelten sich im Laufe des 20. Jahrhunderts zu den weitaus dynamischsten Elementen.

### Wirtschaft
Auch die alpine Wirtschaft war einem grundlegenden Wandel unterworfen, der sich in erster Linie im verzögerten, aber unumgänglichen Rückgang des Agrarsektors zeigte. Die Einführung von Spezialkulturen im Talgrund und die Konsolidierung der Viehzucht in den höheren Lagen sollten den Sektor überlebensfähig machen. Verursacht wurde diese grundlegende Transformation natürlich von der im 19. Jahrhundert beschleunigten Industrialisierung Europas, die auf direkte oder indirekte Weise auch die Alpen betraf.
Gewerbliche Aktivitäten, die früher in einigen Bergregionen Bedeutung erlangt hatten wie die Eisenbearbeitung, wurden nun durch die Transportkosten und die zunehmenden Betriebsgrößen zugrunde gerichtet.
Um 1900 entstanden neue Gelegenheiten im Industriesektor, vor allem durch die Verbreitung der elektrischen Energie, einer zentralen Innovation der zweiten industriellen Revolution. Der Wasserreichtum und das topografische Gefälle machten die Alpen zu einem idealen Ort für die Produktion von hydroelektrischer Energie, was das Entstehen von bedeutenden Industrieanlagen auch in den Alpen ermöglichte. Die Elektrifizierung des Alpenraums begann.
Die wichtigste Neuerung in der alpinen Wirtschaft verzeichnete aber zweifellos der Dienstleistungssektor, der vom wachsenden Erfolg des Tourismus geprägt wurde. In einer ersten Phase kamen die Gäste hauptsächlich in der Sommersaison (Sommertourismus), nach Mitte des 19. Jahrhunderts kam es auch zum Aufschwung der alpinen Kur- und Bäderorte. In einer zweiten Phase, vor allem nach dem Bau von Bergbahnen und Skiliften seit dem frühen 20. Jahrhundert, wurde vielerorts der Wintertourismus die Hauptsaison.
Mit dem Transitverkehr zusammenhängende Aktivitäten hatten im alpinen Dienstleistungsbereich seit langem eine bedeutende Rolle gespielt. Sie erfuhren jetzt durch die neu erstellten Eisenbahnlinien und Tunnels eine starke Konkurrenz und Redimensionierung: Semmering (1854), Brenner (1867), Fréjus/Mont-Cenis (1871), Gotthard (1882) u. a.
Die moderne Industrie, der Tourismus, die Eisenbahn und später die Autobahnen schufen im Alpenraum wichtige neue Möglichkeiten und verstärkten dessen Offenheit gegenüber umliegenden Regionen. Sie brachten aber auch negative Effekte und Externalitäten hervor, vor allem nie dagewesene menschliche Wirkungen auf die Umwelt.

### Politik und Kultur
Die Bildung von Nationalstaaten war im Alpenraum begleitet von den üblichen Spannungen zwischen einzelnen Gruppen und darüber hinaus von besonderen Folgen für die Grenzregionen. In diesen Regionen bekam man die staatlichen Zwangsmaßnahmen sehr viel stärker zu spüren als bisher. Die Grenzen verloren an Durchlässigkeit und zerschnitten damit alte Zusammengehörigkeiten und Austauschprozesse. Im Ersten Weltkrieg wurde der besonders der Ostalpenraum zu einem Epizentrum des Konflikts.
In der zweiten Hälfte des 20. Jahrhunderts trat der Alpenraum in eine neue Phase. Neben der Bekräftigung der regionalen Identitäten, zeichnete sich auch die Konstruktion einer alpinen Identität ab. In der 1991 unterzeichneten „Alpenkonvention“, einem internationalen Abkommen zwischen allen Staaten mit Alpenanteil und mit der Europäischen Union, fand sie einen gewissen institutionellen Rahmen. Unterstützt wurde dieser Prozess durch eine neue kulturelle Wertschätzung für die Alpen. Im 19. Jahrhundert war es zu einer Spannung gekommen zwischen den romantischen Propagatoren einer „Sakralität“ der Alpengipfel (wie John Ruskin) und den modernen Alpinisten, die von einem „playground of Europe“ sprachen (wie Leslie Stephen). Im 20. Jahrhundert gewannen die Berge vermehrt einen positiven Wert als ein von den urbanen Einflüssen (Verschmutzung, Lärm usw.) weniger berührter Raum.

## Der deutschsprachige Alpenraum

### Kulturelle Vielfalt
In der Literatur wird teilweise die Meinung vertreten, dass es in den Alpen eine historische Zweiteilung in eine „germanische“ und eine „romanische“ Bergbauernkultur gegeben habe. Diese Vorstellung geht auf sprachnationalistische Tendenzen des 19. Jahrhunderts zurück und betrachtet Kulturen als fest gefügte Ganzheiten mit klaren Grenzen. Heute stellt die Forschung die Alltagspraktiken und Wahrnehmungen der historischen Akteure ins Zentrum und vermag damit die Komplexität und Variabilität von Kultur besser zu fassen. Dabei wird deutlich, dass die zahlreichen sprachlichen und außersprachlichen Elemente selten genau zur Deckung gelangten. Die Sprache allein brachte keine übergreifende Einheit hervor, sondern widerspiegelte die kleinräumigen Kommunikationsmuster. Das Deutsche zerfiel in den Alpen in das Alemannische und Bairische, die beide in vielen Varianten gesprochen wurden.
Außerdem wurden konfessionelle Unterschiede bis ins 19. und 20. Jahrhundert meist stärker gewichtet als sprachliche.

### Schweiz und Österreich
Die Schweiz und Österreich werden beide zu zwei Dritteln als gebirgig eingestuft, doch mit Bezug auf den kulturellen Stellenwert der Alpen verlief ihre Entwicklung unterschiedlich. Das Alpeninteresse der europäischen Aufklärung konzentrierte sich auf die Schweiz und die angrenzende Mont Blanc-Region. Diese „Schweizerbegeisterung“ führte seit ungefähr 1760 zu einer starken Zunahme von Alpenreisen und Publikationen und ging so weit, dass das Land auch sein Nationalepos von außen beziehen konnte (Wilhelm Tell von Friedrich Schiller, 1804). Die österreichischen Berggebiete wären von vielen deutschen Städten aus ebenso gut erreichbar gewesen, doch die wirkliche „Entdeckung“ des Ostalpenraums erfolgte erst in der Romantik, und internationale Interessen scheinen daran weniger beteiligt gewesen zu sein als im Falle der Schweiz.
Später jedoch schlug sich der Alpendiskurs gerade in Österreich in ausgeprägten Lebensstilen und Alltagspraktiken nieder. Die Inszenierung einer alpinen Ländlichkeit scheint im 20. Jahrhundert nirgends so intensiv betrieben worden zu sein wie hier. Ähnliches gilt für den Tourismus, der in den österreichischen Berggebieten seit dem Zweiten Weltkrieg alpenweit die höchsten Wachstumsraten erzielte. Auch in der Selbstdefinition des Landes gewannen die Alpen an Bedeutung. Die Bundeshymne von 1947 bezeichnete Österreich an erster Stelle als „Land der Berge“. Man muss diese Entwicklung vor dem Hintergrund der einschneidenden territorialen Veränderung sehen. Im Übergang von der Habsburgermonarchie zur Republik wurde der Anteil der Berge am Staatsgebiet sehr viel größer.
Langfristig verschob sich somit das kulturelle Gewicht der Alpen in gewissem Maß von der Schweiz nach Österreich. Dazu passt der Umstand, dass Österreich 1991 zum Depositarstaat der Alpenkonvention wurde und der Hauptsitz des Ständigen Sekretariats seit 2003 in Innsbruck ist.